# Chevannes (Essonne)
Chevannes is een gemeente in het Franse departement Essonne (regio Île-de-France) en telt 1400 inwoners (1999). De plaats maakt deel uit van het arrondissement Évry.

## Geografie
De oppervlakte van Chevannes bedraagt 10,2 km², de bevolkingsdichtheid is 137,3 inwoners per km².
De onderstaande kaart toont de ligging van Chevannes (Essonne) met de belangrijkste infrastructuur en aangrenzende gemeenten.

## Demografie
Onderstaande figuur toont het verloop van het inwonertal (bron: INSEE-tellingen).